# جنگل شپکینسکی
جنگل شپکینسکی (به لاتین: Schepkinsky Forest) یک جنگل در روسیه است که در روستوف-نا-دونو واقع شده‌است.